# Quartier Saint-Eutrope
Saint-Eutrope est l'un des quartiers historiques de la ville de Saintes, un chef-lieu d'arrondissement du département de la Charente-Maritime, dans le sud-ouest de la France. Il accueille deux des monuments emblématiques de la cité : l'amphithéâtre romain et la basilique Saint-Eutrope, classée au patrimoine mondial de l'humanité par l'Unesco en 1999.

## Histoire
La configuration particulière du lieu (un éperon rocheux surplombant la vallée de la Charente, bordé de deux vallons perpendiculaires le séparant du plateau de Bellevue au sud et de la colline du Capitole au nord) n'empêche pas une urbanisation précoce, intervenant sans doute dès la période augustéenne. Ce n'est cependant que quelques décennies plus tard, durant la période tibéro-claudienne, qu'est édifié le monumental amphithéâtre au creux du vallon (désormais désigné sous le nom de vallon des arènes). Inauguré sous le règne de Claude, il pouvait accueillir jusqu'à 15 000 personnes.
La construction de l'enceinte urbaine au cours du IIIe siècle isole le quartier du reste de la cité, lequel devient dès lors un territoire « extra-muros », peu à peu déserté et remplacé par des nécropoles. C'est dans l'une d'elles qu'aurait été inhumé le premier évêque et martyr de la cité, Eutrope. Une basilique est fondée sur son tombeau dans le courant du VIe siècle sous l'impulsion de son successeur, l'évêque Palladius.

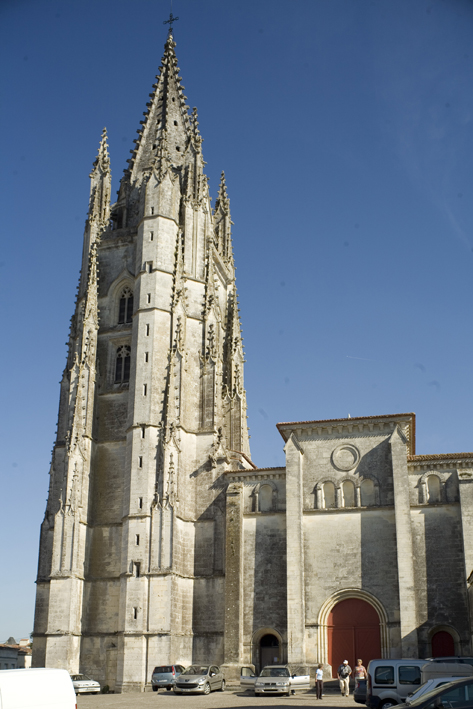
La basilique Saint-Eutrope est l'un des principaux monuments du quartier.

En 1081, le comte d'Anjou Guy Geoffroy favorise l'implantation d'un prieuré clunisien sur le site, tandis que débute la construction de la basilique actuelle. Très vite, cette dernière devient une étape sur la via Turonensis. Parmi les nombreux pèlerins de passage ne figurent pas que des anonymes : vers 1470, le roi Louis XI vient ainsi se recueillir auprès du sarcophage du saint. Lors de son passage, il fait une donation permettant l'édification de la flèche, ouvrage confié à l'architecte Jean Lebas (également maître de chantier de la basilique Saint-Michel de Bordeaux).
Outre ces deux monuments, le quartier abrite également les restes de l'ancien prieuré, convertis en un centre d'expression artistique équipé d'une salle de concerts et de studios d'enregistrement. Des ruelles pentues font la liaison entre le parvis de la basilique et le vallon des arènes, converti en promenade.

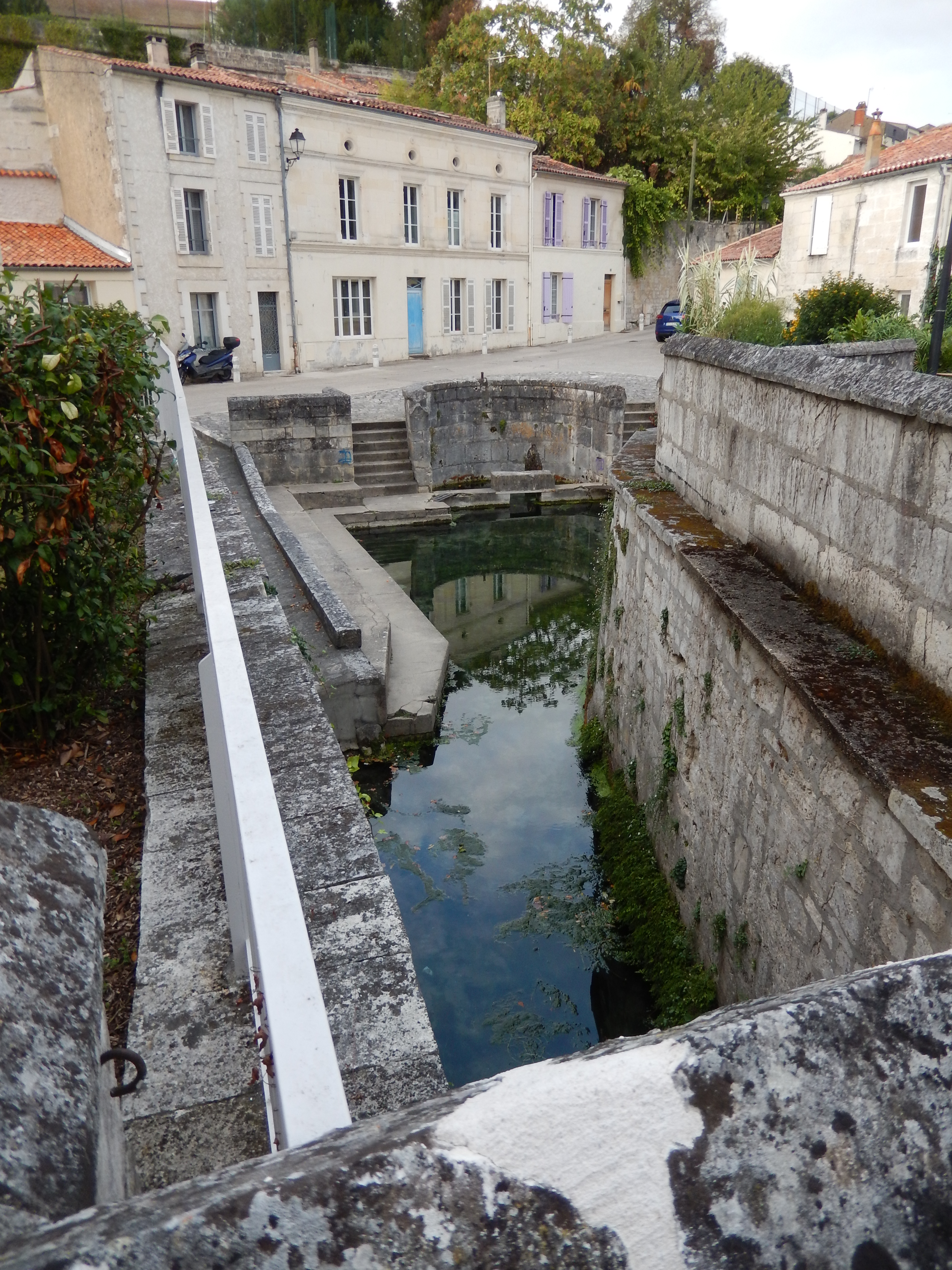
La fontaine-lavoir de la Grand Font.

Non loin du vallon des arènes, la « Grand-Font » (la grande source) pourrait avoir accueilli une léproserie ou maladrerie comme l'atteste le nom d'une rue. À l'instar du  faubourg Berthonnière, c'était au Moyen Âge un quartier de tanneurs et la fontaine aménagée servait à laver les peaux. Les ruelles sont bordées de petites maisons à un étage; l'atelier de l'artisan se trouvait au rez-de-chaussée tandis que la chambre était à l'étage.
La « Font-Eustelle » porte le nom de la sainte éponyme, dont les textes hagiographiques nous révèle qu'elle aurait été la fille d'un gouverneur romain. Convertie au christianisme par Eutrope, elle aurait été martyrisée avec lui. Cette fontaine se trouve au milieu des gradins sud de l’amphithéâtre. Autrefois, la coutume voulait que les jeunes filles célibataires viennent y jeter leurs épingles à cheveux afin de trouver un mari dans l'année. 
Le cours Reverseaux marque la limite du quartier avec le faubourg Berthonnière, tandis que le vallon des arènes le sépare de l'ancien quartier Saint-Macoult, lequel s'organisait jusqu'au XVIIe siècle autour de l'église du même nom. Cette dernière est démolie afin de laisser la place au glacis de l'éphémère citadelle du gouverneur Louis de Pernes. Enfin, au sud, l'avenue de Saintonge marque la séparation avec le quartier de Bellevue.